# Murko
Murko je priimek več znanih Slovencev:
- Anton Murko (1809—1871), duhovnik (dr. teologije), slovničar in leksikograf
- Branko Murko (*1948), slikar in pesnik
- Damjan Murko (*1985), pevec, samopromotor
- Darjan Murko (*1984), atlet, tekač na 400 m
- Dragutin Murko (1930—1999), bosenski kemik, strokovnjak za les, prof., zgodovinar šolstva in Slovencev v BiH (pranečak Matije Murka)
- Ivo Murko (1909—1984), pravnik, diplomat, publicist
- Jože Murko, polkovnik SV
- Jure Murko, komik
- Lea Murko (*1989), judoistka
- Matija Murko (1861—1952), filolog, literarni zgodovinar, slavist, etnolog, univerzitezni profesor v Pragi, akademik
- Matija Murko (1940—2018), umetnostni zgodovinar, muzealec
- Melita Murko Jezovšek, kemičarka
- Mihajlo Murko (*1930), bosenski filmski snemalec
- Mojca Drčar Murko (*1942), pravnica, novinarka in političarka
- Peter Murko (*1984), nogometaš
- Stanko Murko (1911—1943), arhitekt, partizan
- Tomaž Murko (*1979), nogometaš
- Vera Murko (r. Šubic) (1914—2001), igralka
- Vladimir Murko (1906—1986), pravnik, strok. za finance, univ. profesor, raziskovalec zgodovine znanosti
- Vladimir Murko (1942—2007), izumitelj
- Žiga Murko (*1988), jazz-glasbenik, pozavnist